# フェリーしらかば

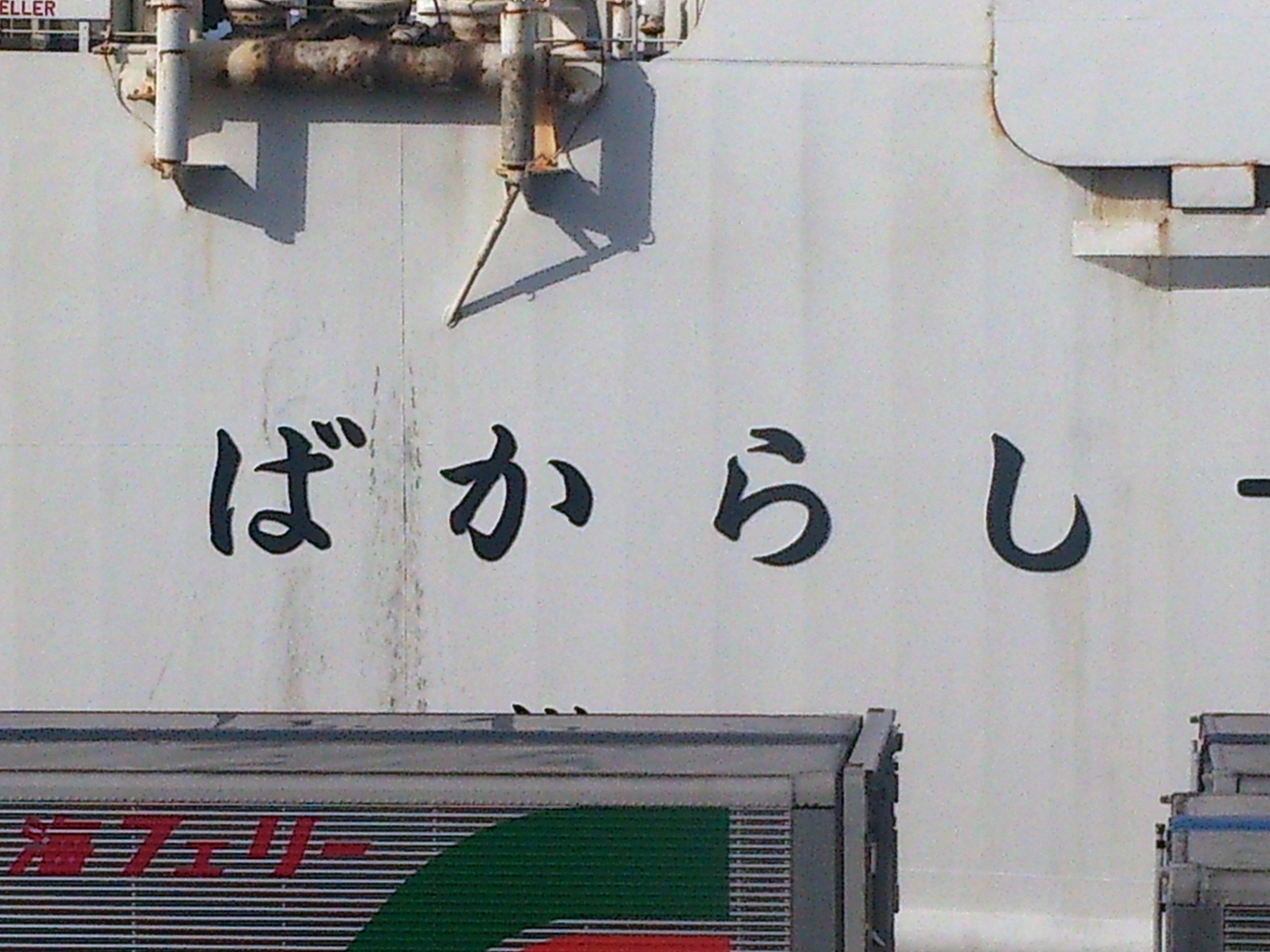
船首に記された船名の一部

フェリーしらかばは、新日本海フェリーが運航していたフェリー。敦賀港（福井県敦賀市）から新潟西港（新潟市東区）、秋田港（秋田市土崎港）を経由して苫小牧東港（北海道胆振支庁管内勇払郡厚真町）の航路に就航していた。

## 概要
ニューはまなす、ニューしらゆりの代船として、1994年に建造され、フェリーあざれあとともに新潟-小樽航路に就航した。就航時は総トン数、最大幅ともに日本最大であった。2002年のらいらっく、ゆうかりの就航により改造を受け、敦賀-新潟-秋田-苫小牧の寄港便へ配船されていたが、2017年6月27日苫小牧発新潟行きの便をもって引退した。

## 設備
船内は木目調を基調としたクラシカルなイメージとした。
船室
| クラス         | ベッド種別 | 部屋数 | 定員               | 設備                                                                      |
| -------------- | ---------- | ------ | ------------------ | ------------------------------------------------------------------------- |
| スイートルーム | ダブル     | 4室    | 2名                | バス・シャワートイレ・洗面所・テレビ・DVDデッキ・冷蔵庫・ロッカー・テラス |
| デラックスB    | ツイン     | 24室   | 2名                | バス・シャワートイレ・洗面所・テレビ・ロッカー                            |
| デラックスB    | 和室       | 4室    | 2名                | バス・シャワートイレ・洗面所・テレビ・ロッカー                            |
| ステートB      | ツイン     | 29室   | 2名                | 洗面所・テレビ・ロッカー                                                  |
| ステートB      | 2段ベッド  | 20室   | 4名                | 洗面所・テレビ・ロッカー                                                  |
| ステートB      | 和室       | 20室   | 2名                | 洗面所・テレビ・ロッカー                                                  |
| ツーリストB    | 2段ベッド  | 13室   | 24名×12室 42名×1室 | 荷物棚・更衣スペース                                                      |
| ツーリストJ    | 和室       | 16室   | 18名               | 荷物棚・更衣スペース                                                      |
| ドライバー室   | ベッド     | 8室    | 6名                | サロン・荷物棚                                                            |

公室
- グリル「Rose Ancien」
- レストラン「WHITE BIRCH」
- カフェラウンジ「TAPIOLA」（末期は非営業）
- スモーキングラウンジ「BERGEN」
- フォワードサロン「FINLANDIA」
- ビデオシアター・ビデオルーム
- チルドレンコーナー
- 大浴場・サウナ
- ジャグジー
- スポーツルーム
- ランドリー
- ゲームルーム
- ショップ
- 自販機コーナー
- 船舶電話

## 事故・インシデント

### 旅客船フェリーしらかば防波堤衝突事件
1999年1月29日5時6分、新潟港へ入港する際、信濃川河口左岸から延びる西防波堤へ衝突した。しらかばは信濃川河口部にある新潟港西区へ入港するため、西防波堤の東側を並航するよう北方から航行していたが、平素の針路へ乗せるため右転して西防波堤に接近した。その際に、船位の確認が不十分であったため、西防波堤に向首して衝突の恐れのある状態となった。衝突直前に機関停止、全速力後進が発令されたものの、速力7ノット、80度の角度で船首から西防波堤に衝突した。衝突により、防波堤が損壊、しらかばは船首部外板に破口を伴う損傷を受けたが自力で離堤した。
事故当時、新潟港の天候は雪で風力5の北風が吹き、視程は1,500メートルだった。事故原因は、船長の船位の確認が不十分であったこと、レーダー監視に当たっていた航海士が適切な船長補佐を行わなかったこととされた。

### フェリーしらかば引船海翔丸衝突
2008年12月6日7時45分頃、秋田港で接岸作業中だったフェリーしらかばとタグボート海翔丸が衝突した。海翔丸はフェリーしらかばの左舷船首のタグラインをとって操船を補助していたが、左舷側からの強風により圧流され、しらかばの左舷と海翔丸の右舷が衝突した。衝突により、しらかばは左舷外板の塗装が剥離した。事故当時、秋田港の天候は雨で、風力7、15メートル毎秒の西南西の風が吹いていた。事故原因は強風下において海翔丸の操船が不適切であったとされた。